# Капилевич, Алексей Анатольевич
Алексей Анатольевич Капилевич — российский режиссёр театра и кино, сценарист, продюсер, драматург и автор песен.

## Биография
Родился 1 января 1964 года в городе Первоуральске Свердловской области.
Мать — Римма Васильевна Капилевич, учитель русского языка и литературы, заведующая библиотекой школы № 7.
Отец — Анатолий Георгиевич Капилевич, мастер цеха на Первоуральском новотрубном заводе. Он долгие годы всё свободное время отдавал Народному театру при Дворце культуры НТЗ, сыграл множество ролей, работал диктором на городском радио, часто брал сына с собой на репетиции.
В 1981 году, после окончания школы, Алексей Капилевич работал на Новотрубном заводе, а по вечерам занимался в театральной студии «Вариант» (сейчас — театр драмы «Вариант»).
В 1982—1984 гг. служил в армии на Дальнем Востоке, под Комсомольском-на-Амуре.
В 1984—1988 гг. учился в Уральском государственном университете на филологическом факультете.
В 1986 году переехал в Ленинград, примкнул к неформальному молодёжному объединению «ЭТАП» (Экспериментальное товарищество авторов песен), неоднократно побеждал на Турнирах ленинградских бардов в театре эстрады, ездил с гастролями по стране, работал в Ленконцерте.
В 1988 году поступил в ЛГИТМиК на режиссуру музыкально-речевой эстрады (мастер курса — Народный артист России, профессор Исаак Романович Штокбант). За отличную учёбу был удостоен именной стипендии.
В 1994 году закончил съёмки фильма по собственному сценарию «Самолёт летит в Россию» и получил диплом с отличием по специальности режиссура СПбГАТИ. В этом же году по семейным обстоятельствам вернулся в Екатеринбург.
С 2001 года — член Союза кинематографистов России.
Автор сценария и режиссёр-постановщик множества рекламных роликов, музыкальных клипов, документальных и презентационных фильмов, различных торжественных мероприятий. Пишет пьесы, ведёт активную общественную деятельность.

## Личная жизнь
Женат, дочь — София Капилевич, санкт-петербургский театральный режиссёр, поэт, литератор.

## Краткий список режиссёрских работ

### Художественные фильмы
1993 — художественный фильм «Самолёт летит в Россию» — автор сценария, режиссёр-постановщик, актёр
2001 — художественный фильм «Тайна СМУ-3» (в главных ролях Иван Бортник и Юрий Назаров) — продюсер и сорежиссёр-постановщик (совместно с Е. Суллой)

### Документальные фильмы
2000 — документальный фильм «Моя прекрасная леди» (реж. М. Чувайлова) — продюсер
2006 — документальный фильм «Дорога» по заказу ОАО «Свердловскавтодор» — автор сценария и режиссёр-постановщик
2007 — документальный фильм «Ты меня не забывай» — к 60-летию киноконцертного театра «Космос» — автор сценария и режиссёр-постановщик
2013 — документальный фильм «Маленький секрет большого коллектива» к 70-летию Уральского государственного академического русского народного хора — автор сценария и режиссёр-постановщик
2014 — документальный фильм «Свой человек на Соловках» — сорежиссёр совместно с А. Столяровым.

### Прочие фильмы
2013 — презентационный фильм «Технический университет УГМК» по заказу ОАО «Уральская горно-металлургическая компания» — автор сценария и режиссёр-постановщик

### Постановочные музыкальные клипы
1999 — постановочный музыкальный клип «Домик у дороги» для Михаила Евдокимова — автор сценария и режиссёр-постановщик
2018 — постановочный музыкальный клип «И станет мир прекрасней» для Ники Мартюченко — соавтор сценария и режиссёр-постановщик

### Спектакли
1982 — спектакль «Ромео и Джульетта» У. Шекспир, театр драмы «Вариант» (город Первоуральск) — сорежиссёр-постановщик (совместно с С. Губарем)
2002 — спектакль «Как любят Зоаки» по пьесе С. Гитри на сцене музыкально-драматического театра «Буфф» (Санкт-Петербург) — режиссёр-постановщик

### Прочее
2016—2017 — церемония открытия и закрытия Уральского открытого фестиваля российского кино — автор сценария и режиссёр-постановщик

## Призы и награды
| 1995 | Фестиваль игровой рекламы «Тёмная лошадка»               | Россия. Екатеринбург    | Гран-при                                                                                                |
| 1997 | Международный фестиваль рекламы и маркетинга «RED APPLE» | Россия. Москва          | Специальный приз жюри за национальный колорит; III место в номинации «Телевизионная рекламная кампания» |
| 1999 | Фестиваль «Диалог рекламистов»                           | Россия. Санкт-Петербург | Гран-при в номинации «Игровая реклама».                                                                 |
| 2000 | Открытый фестиваль документального кино «Россия»         | Россия. Екатеринбург    | Продюсер документального фильма «Моя прекрасная леди» Режиссер М. Чувайлова. Приз за лучший дебют       |

Многочисленные благодарственные письма от различных организаций